# Josias Masamba
Cet article possède un paronyme, voir Massamba.
 (juin 2025).
Motif : l'utilisateur qui a apposé ce bandeau n'a pas précisé le motif de la pose.
- Archive Wikiwix
- Bing
- Cairn
- DuckDuckGo
- E. Universalis
- Gallica
- Google
- G. Books
- G. News
- G. Scholar
- Persée
- Qwant
- (zh) Baidu
- (ru) Yandex

| 1. | Préciser le motif de la pose du bandeau. | Précisez le motif de la pose du bandeau en utilisant la syntaxe suivante : {{admissibilité à vérifier\|date=juillet 2025\|motif=remplacez ce texte par le motif}}                   |
| 2. | Informer les utilisateurs concernés.     | Pensez à avertir le créateur de l'article, par exemple, en insérant le code ci-dessous sur sa page de discussion : {{subst:avertissement admissibilité à vérifier\|Josias Masamba}} |

 (juin 2025).
 (juin 2025).
Si vous disposez d'ouvrages ou d'articles de référence ou si vous connaissez des sites web de qualité traitant du thème abordé ici, merci de compléter l'article en donnant les références utiles à sa vérifiabilité et en les liant à la section « Notes et références ».
 (juin 2025).
La mise en forme du texte ne suit pas les recommandations de Wikipédia : il faut le « wikifier ».
Les points d'amélioration suivants sont les cas les plus fréquents :
- Les titres sont pré-formatés par le logiciel. Ils ne sont ni en capitales, ni en gras.
- Le texte ne doit pas être écrit en capitales (les noms de famille non plus), ni en gras, ni en italique, ni en « petit »…
- Le gras n'est utilisé que pour surligner le titre de l'article dans l'introduction, une seule fois.
- L'italique est rarement utilisé : mots en langue étrangère, titres d'œuvres, noms de bateaux, etc.
- Les citations ne sont pas en italique mais en corps de texte normal. Elles sont entourées par des guillemets français : « et ».
- Les listes à puces sont à éviter, des paragraphes rédigés étant largement préférés. Les tableaux sont à réserver à la présentation de données structurées (résultats, etc.).
- Les appels de note de bas de page (petits chiffres en exposant, introduits par l'outil «  Source ») sont à placer entre la fin de phrase et le point final[comme ça].
- Les liens internes (vers d'autres articles de Wikipédia) sont à choisir avec parcimonie. Créez des liens vers des articles approfondissant le sujet. Les termes génériques sans rapport avec le sujet sont à éviter, ainsi que les répétitions de liens vers un même terme.
- Les liens externes sont à placer uniquement dans une section « Liens externes », à la fin de l'article. Ces liens sont à choisir avec parcimonie suivant les règles définies. Si un lien sert de source à l'article, son insertion dans le texte est à faire par les notes de bas de page.
- La présentation des références doit suivre les conventions bibliographiques. Il est recommandé d'utiliser les modèles {{Ouvrage}}, {{Chapitre}}, {{Article}}, {{Lien web}} et/ou {{Bibliographie}}. Le mode d'édition visuel peut mettre en forme automatiquement les références.
- Insérer une infobox (cadre d'informations à droite) n'est pas obligatoire pour parachever la mise en page.

Pour une aide détaillée, merci de consulter Aide:Wikification.
Si vous pensez que ces points ont été résolus, vous pouvez retirer ce bandeau et améliorer la mise en forme d'un autre article.

Josias Masamba, né le 4 octobre 2002 à Goma (République démocratique du Congo), est un humoriste, comédien et ancien slameur congolais. Issu de l’Est du pays, il est connu pour son humour narratif, réaliste et engagé, puisant dans les expériences du quotidien et les réalités sociales de sa région. Il s’est illustré sur plusieurs scènes locales et festivals en RDC, notamment à travers son premier spectacle « Ce n’est pas romantique ».

## Biographie
Josias Masamba effectue sa scolarité au Complexe scolaire Térésa Mira dès 2007, puis poursuit ses études secondaires à l’Institut Bienheureux Isidore Bakanja à Goma, dans la section Biologie-Chimie. En 2021, il intègre la Faculté des sciences de l’information et de la communication de l’Université Catholique La Sapientia de Goma.
Passionné de scène depuis l’enfance, il rejoint à l’âge de 12 ans un groupe de théâtre de quartier à Kasika, une première immersion dans le jeu scénique. À 15 ans, il se tourne vers le slam, avant de découvrir le stand-up en 2020 à travers les sketchs d’humoristes comme Rachid Badouri, Gad Elmaleh ou encore Oualas. Séduit par ce style humoristique, il s’y consacre pleinement, quittant progressivement le slam pour se concentrer sur la comédie.
En 2022, il intègre le Gomedy Club grâce à son implication dans le groupe de théâtre GAARJ Organisation, après une formation sur l’écriture humoristique et la présence scénique dispensée à l’Institut français de Goma par l’artiste Jovita. Son premier sketch, inspiré du système scolaire, mêle sarcasme et observation sociale.

## Carrière artistique
Josias Masamba a été membre du Goma Slam Session pour ses activités de slam, avant de se faire connaître comme humoriste avec sa participation au Canal Comedy Club en 2023, une émission promouvant les talents de l’humour francophone en Afrique.
Il est l’auteur d’un premier One man show intitulé « Ce n’est pas romantique », un spectacle basé sur des expériences personnelles et le quotidien amoureux, jouant sur le contraste entre les clichés de l’amour et les réalités vécues. Le spectacle a été présenté à Goma, à Beni ainsi que dans deux universités de Goma. Il prépare actuellement un duo humoristique avec un autre artiste local.
En février 2025, il remporte le concours Rire Sans Frontières à Goma, organisé par la Goma Rire Académie en partenariat avec Initiative Construire Ensemble, avec l'appui de l’ambassade de France en RDC. Il a également participé à plusieurs festivals, dont le Festival Goma Rire(trois éditions), le Festival Saidiya et le Festival Zéro Polemik.

## Style et engagement
Josias Masamba adopte un style d’humour narratif, social et ancré dans le vécu quotidien. Il aborde des sujets comme l’amour, la religion, la société, avec des touches d’ironie, d’autodérision, d’exagération et de sarcasme. Ses textes s’inspirent des réalités de la population de l’Est de la RDC, avec pour ambition de transmettre un message d’humanité et d’espoir.
Son humour se veut également thérapeutique, permettant à un public meurtri par les conflits et les violences de retrouver un moment de légèreté, de recul et même de rire des épreuves. Il considère que l’humour peut contribuer au processus de résilience sociale et veut prouver, par son art, que « de Goma peut aussi sortir quelque chose de beau ».

## Autres activités
En dehors de la scène, Josias Masamba travaille dans le secteur humanitaire, en appui aux organisations œuvrant pour les déplacés de guerre retournés. Il a également été chroniqueur radio :
- En 2020 à Beroya FM dans l’émission Inspirez Jeunesse
- En 2022 à Kivu Stars FM dans l’émission Parcours
- En 2024 à Go FM, animateur de l’émission Rencontre

Il s’intéresse aussi au cinéma, avec un projet en cours de développement.

## Récompenses
- Lauréat du concours Rire sans frontière – Goma, février 2025

## Participations notables
- Canal Comedy Club (2023)
- Goma Rire Festival (3 éditions)
- Festival Saidiya
- Festival Zéro Polemik

## Sources
1. ↑  « GOMA: Clôture de l'année Scolaire au Complexe Scolaire TERESA MIRA », sur https://cmtprovafrica.blogspot.com/2014/08/goma-cloture-de-lannee-scolaire-au.html?m=1 (consulté le 22 juin 2025)
2. ↑  « UNIVERSITE CATHOLIQUE LA SAPIENTIA DE GOMA – UCS-GOMA » (consulté le 22 juin 2025)
3. ↑  (en) « One moment, please... » [archive du 2 avril 2025], sur congorassure.cd (consulté le 22 juin 2025)

- Goma rire festival, édition 2024 diffusé en direct sur canalplusµ
- Humour : la tournée des spectacles du projet « Rires sans frontière » a fait escale dans quatre villes de la RDC | CongoRassure
- Arts : Entre humour et Slam Josias Masamba trace son chemin - EkoloInfos